# سیارک ۱۱۹۹
سیارک ۱۱۹۹ (به انگلیسی: 1199 Geldonia، نامگذاری:1931RF) هزار و صد و نود و نهمین سیارک کشف شده‌است که در ۱۴ سپتامبر ۱۹۳۱ کشف شد.
قدر مطلق سیارک برابر ۱۰٫۳۶ است.